# Kosjerić (vas)
Kosjerić (izvirno srbsko Косјерић) je vas v Srbiji, ki upravno spada pod Občino Kosjerić; slednja pa je del Zlatiborskega upravnega okraja.

## Demografija
V naselju, katerega izvirno (srbsko-cirilično) ime je Косјерић (село), živi 859 polnoletnih prebivalcev, pri čemer je njihova povprečna starost 42,4 let (41,1 pri moških in 43,8 pri ženskah). Naselje ima 342 gospodinjstev, pri čemer je povprečno število članov na gospodinjstvo 2,99.
To naselje je, glede na rezultate popisa iz leta 2002, večinoma srbsko, a v času zadnjih treh popisov je opazno zmanjšanje števila prebivalcev.
|  |

| Demografija | Demografija     | Demografija     |
| Leto        | Št. prebivalcev | Št. prebivalcev |
| ----------- | --------------- | --------------- |
|             |                 |                 |
|             |                 |                 |
|             |                 |                 |
|             |                 |                 |
| 1948        | 1647            |                 |
| 1953        | 1727            |                 |
| 1961        | 2041            |                 |
| 1971        | 1362            |                 |
| 1981        | 1165            |                 |
| 1991        | 1115            | 1107            |
| 2002        | 1035            | 1023            |
|             |                 |                 |

| Etnična sestava po popisu iz leta 2002 | Etnična sestava po popisu iz leta 2002 | Etnična sestava po popisu iz leta 2002 | Etnična sestava po popisu iz leta 2002 | Etnična sestava po popisu iz leta 2002 |
| -------------------------------------- | -------------------------------------- | -------------------------------------- | -------------------------------------- | -------------------------------------- |
| Srbi                                   | Srbi                                   |                                        | 1.001                                  | 97,84%                                 |
| Črnogorci                              | Črnogorci                              |                                        | 10                                     | 0,97%                                  |
| Makedonci                              | Makedonci                              |                                        | 2                                      | 0,19%                                  |
| Slovenci                               | Slovenci                               |                                        | 1                                      | 0,09%                                  |
| Neznano                                | Neznano                                |                                        | 4                                      | 0,39%                                  |